# L'Orgue fantastique
L'Orgue fantastique est un téléfilm français réalisé par Jacques Trébouta et Robert Valey d'après la nouvelle de Jules Verne (M. Ré-Dièze et Mlle Mi-Bémol) et diffusé en 1968. Certaines scènes sont tournées à Ebersmunster. On voit à plusieurs reprises l’orgue historique d'André Silbermann.
On écoute des extraits de la fugue en mi mineur BWV 548 de Bach, et des passages de l’œuvre de Messiaen joués par Odile Pierre.

## Synopsis
Dans une bourgade suisse, celle de Kalfermatt, l'arrivée d'un nouvel organiste sème la peur dans l'esprit des jeunes élèves de l'école du village...

## Fiche technique
- Titre : L'Orgue fantastique
- Réalisation : Jacques Trébouta, Robert Valey
- Scénario : Claude Santelli, d'après la nouvelle de Jules Verne
- Chef opérateur : Georges Leclerc
- Production : ORTF (1re chaîne)
- Date de diffusion : 24 décembre 1968

## Distribution
- Fernand Ledoux : Hartmann
- Xavier Depraz : Takelbarth
- Sabine Haudepin : Christel
- Philippe Normand : Joseph
- François Valorbe : le maître d'école
- Marcel Cuvelier : le curé
- Jacques Rispal : Wolfram
- Francis Lax : l'aubergiste
- Thérèse Quentin : la mère de Christel
- Frédéric Santaya : le forgeron
- François Vibert : Karl
- Marie-Pierre Casey : Lisbeth